# Johannes Corstianus van Osselen
Johannes Corstianus van Osselen (Hardinxveld, 10 februari 1830 - Nunspeet, 10 april 1896) was een Nederlandse burgemeester en notaris.

## Leven en werk
Van Osselen werd in 1830 geboren als zoon van de grondbezitter Jan van Osselen en Stijntje Bakker. Zijn moeder overleed toen hij twee jaar was. Van Osselen koos voor een loopbaan in het notariaat en werd benoemd tot kandidaat-notaris in Meerkerk. Bij Koninklijk Besluit van 28 december 1864 werd Van Osselen benoemd tot burgemeester van Meerkerk en tevens van Leerbroek en Nieuwland. Eind 1867 volgde zijn benoeming tot notaris te Putten. Op 4 mei 1868 trouwde hij te Deventer de latere kinderboekenschrijfster Bertha Elisabeth van Delden. Zij lieten in Putten een landhuis "Nieuw Hunderen" bouwen. Hier werden hun vijf kinderen geboren, waaronder de kunstschilderes Hedwig Cecile Albertine van Osselen. In 1874 verhuisde het gezin met de notarispraktijk naar het huis "De Bunterhoek" in Nunspeet.
Van Osselen kreeg last van een oogkwaal en werd blind. Hij overleed in april 1896 op 66-jarige leeftijd in zijn woonplaats Nunspeet.